# VM i skak 2008
VM i skak 2008, som blev organiseret af verdensskakforbundet FIDE, var en match mellem den regerende verdensmester, Viswanathan Anand, som havde vundet turneringen VM i skak 2007, og Vladimir Kramnik, vinderen af VM i skak 2006, som var en genforeningsmatch mellem FIDEs VM-titel og den "klassiske" titel. Matchen blev afviklet 14. oktober – 29. oktober 2008 (der var afsat tid til og med 2. november) i Bonn, Tyskland. Der blev afviklet 11 af 12 planlagte partier med klassisk tidskontrol. Hvis der ikke havde været fundet en afgørelse efter 12 partiver, skulle der have været spillet en omkamp den 2. november.
Vinderen af matchen blev Viswanathan Anand, der dermed genvandt verdensmesterskabet. Matchens forløb var således, at Anand efter to indledende remispartier vandt tre af de følgende fire matcher, hvorpå Kramnik var tvunget til at satse mere offensivt. Det lykkedes ham dog ikke at vinde mere end parti 10, og da det følgende parti endte remis, havde Anand opnået 6½ point, hvilket var nok til den samlede sejr.

## Forberedelser
Begge spillere havde i tiden inden matchen forberedt sig grundigt og havde hver sit team af stærke stormestre til at hjælpe sig med dette. Disse teams fungerede også som sekundanter under selve matchen.
Anands sekundanter var Peter Heine Nielsen  (som også havde sekunderet under VM-matchen i 2007), Rustam Kasimdzjanov  (FIDE VM 2004), Radosław Wojtaszek  (VM U-18 2004) og Surya Shekhar Ganguly .
Kramniks sekundanter var Peter Leko , Sergej Rublevskij  og Laurent Fressinet .

## Organisation
Matchen blev afviklet i Kunst- og Udstillingshallen i Bonn og havde den tyske finansminister Peer Steinbrück Schirmherr som protektor. Hovedsponsorer for begivenheden var Evonik Industries og Gazprom. Præmiesummen på 1,5 millioner euro deltes ligeligt mellem spillerne.
Åbningsceremonien 13. oktober blev forestået af Bonns borgmester, Bärbel Dieckmann. Under denne ceremoni blev der blandt andet trukket lod om farverne, hvor Kramnik vandt retten til at indlede første parti med hvid. I de seks første partier skulle spillerne skiftevis spille hvid og sort, hvorpå rytmen skiftede, så Anand efter hvid i parti seks igen spillede hvid i parti syv (se oversigten herunder).
Partierne blev spillet i en rytme med ét parti om dagen to dage i træk fulgt af en hviledag. Partierne blev sat i gang kl. 15 på spilledagene.

## Matchens partier
Partierne er grundigt kommenteret på matchens hjemmeside af Miguel Illescas Cordoba (parti 1-6) og Amador Rodriguez (parti 7- ), hvilket følgende resumeer er baseret på.

### Parti 1: Kramnik – Anand, ½ – ½
Partiet var et typisk forsigtigt første parti, hvor begge spillere spillede på det sikre. Kramnik valgte at starte med 1. d4, hvilket var forståeligt, da han tidligere havde haft det svært med 1. e4. Åbningen blev nu slavisk, hvilket Anand havde haft god succes med, da han blev verdensmester i 2007. Kramniks forberedelse på dette var at vælge en afbytningsvariant, og han tog en testamentebonde i 15. træk, hvilket dog ikke fik større betydning, og begge undlod at tage større chancer. Det hele endte med en større slagudveksling og relativt få brikker på brættet efter ganske få træk, og partiet blev taget remis efter 32 træk. Samlet stilling: ½ – ½.

### Parti 2: Anand – Kramnik, ½ – ½
Anand præsenterede sin første store overraskelse ved at fravælge sit normalt meget faste 1. e4 og i stedet spille 1. d4. Det blev fulgt op af endnu en overraskelse, da han med 3. Sc3 gik ind i en nimzoindisk åbning, for at fuldende det usædvanlige valg af åbning med 3. f3. Dette havde Anand aldrig spillet før, og Kramnik havde heller ikke spillet mod det før. Det udviklede sig til, at Anand tidligt vandt en bonde og fik løberparret, men Kramnik overvandt overraskelserne og fik et udmærket modspil. Samtidig kostede de uvante åbninger tid for begge, og efter 32 træk tilbød Kramnik remis, hvilket Anand accepterede, skønt han fortsat var en bonde foran, men med under tre minutter tilbage på uret til de næste otte træk havde han svært ved at finde et lovende videre spil. Samlet stilling: 1 – 1.

### Parti 3: Kramnik – Anand, 0 – 1
Som i første parti valgte spillerne semislavisk åbning (eller dronningegambit) i Meran-variationen. Anand præsenterede en nyhed i træk 14, hvor han efterlod en bonde på b5 udækket, og med de følgende forberedte træk gav han Kramnik noget at tænke over. Denne forsvarede sig imidlertid godt, havde materiel overvægt, men Anand havde et stærkt angreb, og da Kramnik efterhånden havde meget lidt tid tilbage, begik han i træk 33 og 34 et par fejl, der betød, at han efter 41 træk indså, at slaget var tabt. Samlet stilling: 2 – 1 til Anand.

### Parti 4: Anand – Kramnik, ½ – ½
Igen valgte Anand at indlede med 1. d4 og afveg i forhold til andet parti med 3. Sf3, som medførte, at partiet blev spillet som afslået dronninggambit. Flere af de første træk viste tegn på, at ingen af spillerne for alvor var interesseret i at tage chancer, selv om Kramnik med et par løbertræk tilsyneladende overraskede Anand. Trods svagt overtag på skift mellem spillerne enedes de om remis efter 29 træk. Samlet stilling: 2½ – 1½ til Anand.

### Parti 5: Kramnik – Anand, 0 – 1
De 14½ første træk var identiske med parti 3, men derpå præsenterede Anand en nyhed, som Kramnik kun delvist havde forberedt. I hvert fald kostede de følgende sorte træk ham en hel del tid, og da Anand fortsat spillede gode træk, kom det efterhånden til at koste. Et slag af en bonde i træk 29 medførte fem træk senere en afgørende trussel mod kongestillingen, og efter træk 35 fik sort en fribonde på anden række, der ikke kunne stoppes, hvorpå Kramnik opgav. Samlet stilling: 3½ – 1½ til Anand.

### Parti 6: Anand – Kramnik, 1 – 0
For tredje gang indledte Anand med d-bonden, der som i andet parti blev til en nimzoindisk åbning. Endnu engang var Anand velforberedt med trækket 9. h3. Tre lettere tvivlsomme træk (17-19) fra sort efter relativt lang betænkningstid, hvor han ofrede en bonde, gav ikke tilstrækkeligt modspil, og Anand kunne stille og roligt konsolidere overtaget og endte med at forvandle g-bonden til dronning, hvorpå Kramnik efter hvids 47. træk opgav. Samlet stilling: 4½ – 1½ til Anand.

### Parti 7: Anand – Kramnik, ½ – ½
Også her blev der spillet 1. d4, som i lighed med første parti udviklede sig til slavisk (dog med modsatte farver). Kramnik søgte med et nyt træk 17, som dog tilsyneladende ikke overraskede Anand. I træk 20 kunne Anand vælge mellem to løbertræk, hvor han valgte det mest fredelige. Efterhånden kom Kramniks stilling til at se lettere problematisk ud, men godt spil i træk 31-34 med et bondeoffer bragte ham tilbage på en lige stilling, og partiet blev taget remis efter træk 36. Samlet stilling: 5 – 2 til Anand.

### Parti 8: Kramnik – Anand, ½ – ½
Partiet udviklede sig til wienervariationen af afslået dronningegambit, hvor en del lette officerer blev elimineret ret tidligt. Anand præsenterede faktisk allerede i træk 10 et nyt træk med slag af Lb5. Kramnik opbyggede et angreb på kongefløjen, men fik det aldrig for alvor gennemført. Han stod nok for første gang i matchen lidt bedre end sin modstander, men fik ikke fordelen omsat til sejr. Samlet stilling: 5½ – 2½ til Anand.

### Parti 9: Anand – Kramnik, ½ – ½
Partiet blev endnu en semislavisk åbning, som udviklede sig i retning af Moskva-gambit. I partiet lykkedes det Kramnik at undgå at komme så langt bagefter i tid som flere gange tidligere i matchen. Med en nyhed i træk 12 og efter sit sekstende træk lykkedes det Kramnik at ryste Anand, så han efterhånden fik en halvdårlig stilling og kom i tidnød. Imidlertid tillod Kramnik med træk 35 en dronningeafbytning, der i den sidste ende resulterede i en remis. Samlet stilling: 6 – 3 til Anand.

### Parti 10: Kramnik – Anand, 1 – 0
Samlet stilling: 6 – 4 til Anand.

### Parti 11: Anand – Kramnik, ½ – ½
Samlet stilling: 6½ – 4½ til Anand, der dermed vandt matchen og genvandt VM-titlen.

## Resume
| Parti             | 1   | 2   | 3   | 4   | 5   | 6   | 7   | 8   | 9   | 10  | 11  | 12  | Points |
| ----------------- | --- | --- | --- | --- | --- | --- | --- | --- | --- | --- | --- | --- | ------ |
| Viswanathan Anand | ½   | ½   | 1   | ½   | 1   | 1   | ½   | ½   | ½   | 0   | ½   | –   | 6½     |
| Vladimir Kramnik  | ½   | ½   | 0   | ½   | 0   | 0   | ½   | ½   | ½   | 1   | ½   | -   | 4½     |
| Dato (oktober)    | 14. | 15. | 17. | 18. | 20. | 21. | 23. | 24. | 26. | 27. | 29. | 31. |        |

## Efter matchen
Som sejrherre i matchen skal Anand i 2009 møde vinderen af matchen mellem vinderen af World Cup 2007, Gata Kamsky, og Veselin Topalov, som tabte genforeningsmatchen af VM-titlerne mod Kramnik efter at have været FIDE-verdensmester 2005 – 2006.  Kamsky-Topalov skal ligeledes afvikles i 2008.
Denne VM-cyklus er en del af genforeningen af de to verdensmestertitler, som opstod da den dengang regerende verdensmester Garri Kasparov i 1993 brød med FIDEs VM-system og arrangerede sin egen match mod vinderen af kandidatturneringen, Nigel Short, og FIDE fortsatte med sin egen titel.
Efter VM i skak 2009-matchen går FIDE ind i en ny cyklus, hvor den regerende verdensmester i en match i 2011 møder vinderen af en kvalifikationsmatch i 2010 mellem vinderen af World Chess Cup i 2009 og vinderen af FIDE Grand Prix 2008 – 2009.